# Papa Pelagio II
Pelagio II (Roma, 520 – Roma, 7 febbraio 590) è stato il 63º papa della Chiesa cattolica dal 26 novembre 579 fino alla sua morte.
Pelagio era nato a Roma, ma era di origine gota; suo padre si chiamava infatti Vinigildo.
Gli atti più importanti di Pelagio sono da mettere in relazione con la dominazione dei Longobardi e con lo Scisma dei tre capitoli, con il quale già i suoi predecessori avevano avuto molto a che fare.

## Pontificato
Pelagio succedette a papa Benedetto I quando i Longobardi stavano assediando Roma, e la sua consacrazione fu ritardata nella speranza che la sua elezione ottenesse la conferma imperiale. L'assedio di Roma da parte dei Longobardi e il loro controllo delle grandi vie d'acqua risultarono infatti particolarmente efficaci, per cui il nuovo papa fu consacrato solo il 26 novembre, dopo ben quattro mesi dall'elezione. Tra i primi atti del pontificato vi è la scelta del prete Florido di Città di Castello come vescovo della sua città nell'anno 580.
Mossi, come sembrerebbe, dalle suppliche di Pelagio ma ancora di più dal pagamento di un forte tributo in oro, a cui forse partecipò anche l'imperatore, i Longobardi lasciarono i dintorni di Roma e si ritirarono oltre il fiume Liri, non senza aver prima distrutto l'abbazia di Montecassino, i cui monaci si rifugiarono a Roma. Pelagio mandò subito a Costantinopoli un'ambasciata (di cui faceva parte quasi sicuramente il diacono Gregorio, il futuro papa Gregorio I) per spiegare le circostanze della sua elezione e chiedere che fossero mandati degli aiuti per salvare Roma dai barbari. Da messaggero del Papa, il diacono era stato incaricato di frequentare il palazzo imperiale giorno e notte, di non assentarsi mai da lì nemmeno per un'ora e di fare ogni sforzo per indurre l'imperatore a mandare aiuti a Roma. A lui Pelagio spediva lettere su lettere per esortarlo a un maggiore sforzo.
Ma la richiesta cadde nel vuoto. L'imperatore Maurizio inviò solo dopo alcuni anni, circa nel 584, un nuovo ufficiale in Italia con il titolo di esarca e con autorità sia civile che militare su tutta la penisola, ma quando giunse a Ravenna aveva con sé solo un'insufficiente forza militare, e frattanto sia il Papa che l'imperatore si erano rivolti ai Franchi.
All'inizio del suo pontificato, infatti (ottobre 580 o 581), Pelagio aveva scritto ad Aunacario (o Aunario), vescovo di Auxerre, uomo di grande influenza sui vari re franchi, implorandolo di dare prova concreta dello zelo che egli aveva professato per la Chiesa romana, esortando i re franchi a venire in aiuto di Roma: 
Gli inviti del Papa o le azioni politiche dell'imperatore indussero i Franchi ad intervenire in Italia contro i Longobardi, ma il loro zelo per la causa imperiale o per quella papale fu presto esaurito ed essi si fecero corrompere e convincere a lasciare la penisola.
Le difficoltà delle popolazioni italiche crebbero. Pelagio aveva anche pregato il nuovo esarca di Ravenna, Decio (584) a soccorrere Roma, ma gli fu riferito che costui non era neanche in grado di proteggere il suo esarcato, dunque ancora meno Roma.
Fallito il tentativo di ottenere aiuti da Ravenna, Pelagio mandò una nuova ambasciata a Costantinopoli ed esortò Gregorio a tentare di ottenere il desiderato aiuto:
Ma sebbene nessun aiuto militare imperiale giunse a Roma, l'esarca riuscì a concludere una tregua con i Longobardi. Avvantaggiandosi di questa "pace e quiete", Pelagio rinnovò gli sforzi del suo omonimo predecessore per tentare di mettere fine allo scisma causato in Italia dalla condanna dei Tre Capitoli di papa Vigilio. Richiamato da Costantinopoli, Gregorio assistette il papa nella corrispondenza a cui diede immediatamente inizio con il vescovo Elia di Grado e i vescovi d'Istria. In una lettera dopo l'altra il Papa li invitava a ricordare che la fede di Pietro non poteva essere annientata o cambiata, e che quella fede che egli conservava era la fede del Concilio di Calcedonia così come dei primi tre concili generali; e, in termini ancora più patetici, li esortava a stringersi attorno a quella gloriosa unità ecclesiastica che stavano distruggendo "per amore di superflue questioni e nel difendere capitoli eretici".
Le parole del Papa non ebbero effetto sugli scismatici e ugualmente non ebbe effetti la violenza dell'esarca Smaragdo, che sequestrò Severo, il successore di Elia, e con le minacce lo costrinse ad entrare in comunione con il vescovo ortodosso Giovanni di Ravenna (588). Ma appena possibile Severo ritornò alla sua sede vescovile, ripudiò ciò che aveva fatto e lo scisma continuò ancora per circa duecento anni.
Ma la situazione a Roma era drammatica: nel 589 il Tevere straripò producendo ingenti danni e inondazioni. Scriveva Paolo Diacono (certo condizionato dalla fantasia popolare): "il letto del fiume era pieno di serpenti e una volta se ne vide scendere verso il mare uno enorme, simile a un drago."
L'anno successivo la città fu vittima di una violentissima epidemia di peste (la lues inguinaria), la "morte nera" venuta dall'Egitto, che fece tra le sue vittime anche lo stesso Pelagio, che morì il 7 febbraio 590. Fu sepolto nella basilica di San Pietro in Vaticano.

## Opere
Pelagio fu uno dei papi che lavorò per promuovere il celibato ecclesiastico ed emanò restrizioni così rigide su questo argomento, riguardo ai vicediaconi di Sicilia, che il suo successore Gregorio I ritenne opportuno modificarle. Gregorio ripeté invece anche con maggior enfasi la protesta di Pelagio contro l'assunzione del titolo di "patriarca ecumenico" da parte del patriarca di Costantinopoli Giovanni.
Tra le opere di pietà registrate da Pelagio possono essere annoverate l'abbellimento del reliquiario di san Pietro, la trasformazione della sua casa in un ospedale per i poveri e la ricostruzione della chiesa di San Lorenzo, dove si può vedere un mosaico (probabilmente eseguito da Pelagio) raffigurante San Lorenzo in piedi alla destra di Dio.